# Hildebrandtglanzstar
Der Hildebrandtglanzstar (Lamprotornis hildebrandti) auch Hildebrandt-Glanzstar ist ein Vogel aus der Familie der Stare. Sein Name ehrt den deutschen Naturforscher Johann Maria Hildebrandt.

## Merkmale

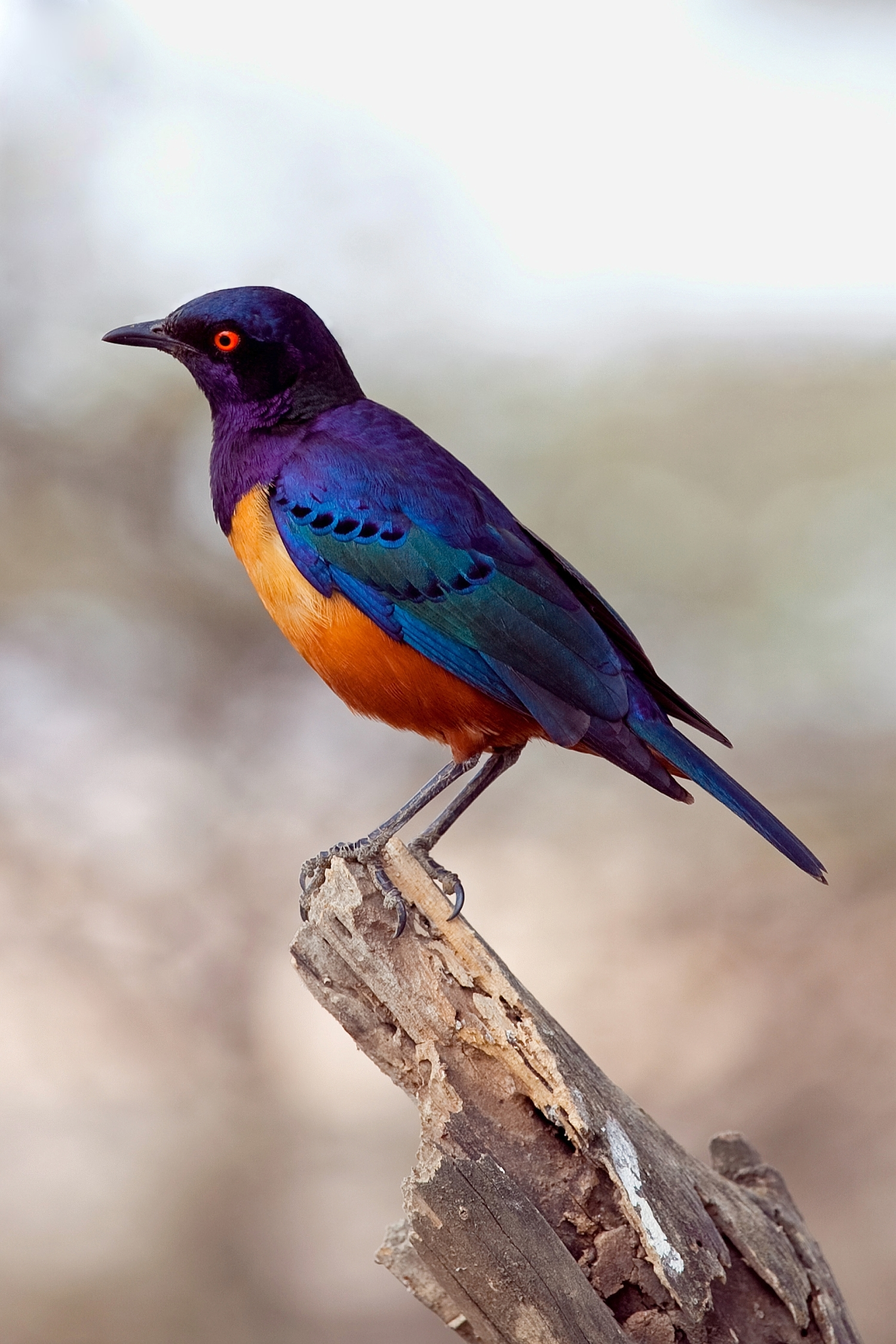
Hildebrandtglanzstar in Tansania

Brustgefieder, Kehle, Kopf, Rücken, Flügeloberseite und Schwanz des adulten Hildebrandtglanzstars sind in einem dunklen, metallisch glänzendem Blau gefärbt. Der Bauch ist rostfarben, ebenso die Unterseite der Flügel. Auffallend sind die roten Augen. Der Schnabel und die Beine sind grau. Der Vogel erreicht eine Größe von etwa 19 cm und eine Körpermasse von 57 g. Sehr ähnlich ist der nah verwandte Shelly-Glanzstar.
Das Gefieder der Juvenilen ist von blasserer Farbe und matter, zudem fehlt die Blaufärbung der Brust und Kehle. Die Augen sind dunkelbraun.

## Verbreitung und Lebensraum
Der Hildebrandtglanzstar ist endemisch in Ostafrika, er besiedelt Gebiete im Nordosten Tansanias bis nach Zentralkenia.
Als Habitat werden offene Waldlandschaften und Buschland in Höhen von 500 bis 2200 Metern genutzt.

## Lebensweise und Stimme
Gewöhnlich kommt der Vogel in Pärchen oder kleinen Schwärmen vor, die mit Dreifarbenglanzstaren gemischt sein können. Die aus Insekten wie Käfern und Heuschrecken sowie Früchten und Sämereien bestehende Nahrung wird überwiegend auf dem Boden gesucht. Hildebrandtglanzstare brüten in Baumhöhlen, die sie mit Haaren und Pflanzenfasern auspolstern. Sie legen drei bis vier, im Mittel 25 mm lange und 18 mm breite Eier. Der Gesang besteht aus Serien kurzer, tieftöniger, sehr melodisch klingender Sequenzen, die oftmals mit ansteigenden Tönen enden. Der Ruf während des Fluges ist ein heiseres „kurrrakurrrakurrra“.